# Kiskút Open 2023
Il Kiskút Open 2023 è stato un torneo maschile di tennis giocato sulla terra rossa indoor. È stata la 1ª edizione del torneo, facente parte della categoria Challenger 50 nell'ambito dell'ATP Challenger Tour 2023. Si è giocato al Kiskút Tenisz Klub di Szekesfehervar, in Ungheria, dal 13 al 19 marzo 2023.

## Partecipanti

### Teste di serie
| Nazionalità          | Giocatore       | Ranking* | Testa di serie |
| -------------------- | --------------- | -------- | -------------- |
| Ungheria             | Fábián Marozsán | 163      | 1              |
| Italia               | Flavio Cobolli  | 165      | 2              |
| Francia              | Manuel Guinard  | 177      | 3              |
| Ungheria             | Zsombor Piros   | 179      | 4              |
| Bulgaria             | Adrian Andreev  | 204      | 5              |
| Bosnia ed Erzegovina | Damir Džumhur   | 208      | 6              |
| Serbia               | Miljan Zekić    | 215      | 7              |
| Serbia               | Hamad Međedović | 217      | 8              |
| Francia              | Evan Furness    | 223      | 9              |

* Ranking al 6 marzo 2023.

### Altri partecipanti
I seguenti giocatori hanno ricevuto una wild card per il tabellone principale:
- Péter Fajta
- Matyas Füle
- Gergely Madarász

Il seguente giocatore è entrato in tabellone come alternate:
- Salvatore Caruso

I seguenti giocatori sono passati dalle qualificazioni:
- Elliot Benchetrit
- Benjamin Hassan
- Julian Ocleppo
- Mirza Bašić
- Gerald Melzer
- Oleg Prihodko

## Punti e montepremi
| Torneo    | Torneo              | V     | F     | SF    | QF    | 2T  | 1T  | Q | Q2  | Q1  |
| Singolare | Punti               | 50    | 30    | 17    | 9     | 4   | 0   | 3 | 1   | 0   |
| Singolare | Premi in denaro (€) | 4 910 | 2 950 | 1 735 | 1 000 | 600 | 360 | – | 180 | 110 |
| Doppio    | Punti               | 50    | 30    | 17    | 9     | –   | 0   | – | –   | –   |
| Doppio    | Premi in denaro (€) | 1 900 | 1 110 | 670   | 390   | –   | 225 | – | –   | –   |

## Campioni

### Singolare
Hamad Međedović ha sconfitto in finale  Nino Serdarušić con il punteggio di 6–4, 6–3.

### Doppio
Bogdan Bobrov /  Sergey Fomin hanno sconfitto in finale  Sarp Ağabigün /  Ergi Kırkın con il punteggio di 6–2, 5–7, [11–9].